# Wacław Stecki
Wacław Stecki (Stocki) herbu Radwan – cześnik kijowski w latach 1684–1710, konsyliarz województwa kijowskiego w konfederacji sandomierskiej 1704 roku.